# مسجد خان الزبيب
مسجد خان الزبيب هو أحد المساجد الأثرية في الأردن، بني في العصر الأموي، يقع في محافظة الكرك على بعد 8 كم من محطة القطرانة إلى الغرب.

## البناء والعمارة
المسجد مربع الشكل تبلغ أبعاده من الداخل (11,21 × 10,38) متر تقريبا، ويشبه في تصميمه مسجد الحميمة، إلا أنه أكبر منه حجما، يقع مدخل المسجد في الجهة الشمالية منه على محور مستقيم مع المحراب، ويوجد مدخل آخر على الجهة الشرقية منه.
يضم المسجد محراب نصف دائري يصل عمقه إلى حوالي 1,8 متر، وقسِّم بيت الصلاة في المسجد إلى ثلاثة أقسام بواسطة صفين من الأعمدة موازية لجدار القبلة، وإحتوى كل صف على ثلاثة أقواس مرفوعة على أعمدة دائرية الشكل، أما في الجانبيبن الشرقي والغربي فقد رفعت الأقواس على أعمدة مزدوجة ذات شكل نصف دائري.
يبلغ عرض جدار المسجد حوالي 1,2 متر، ولم يتم استخدام هذا المسجد ولا إعادة بناءه في الفترات اللاحقة.